# سیارک ۳۵۴۶۱
سیارک ۳۵۴۶۱ (به انگلیسی: 35461 Mazzucato، نامگذاری:1998DM23) سی و پنج هزار و چهارصد و شصت و یکمین سیارک کشف شده‌است که در ۲۶ فوریه ۱۹۹۸ کشف شد.